# سی‌ساید پارک (نیوجرسی)
سیساید پارک (به انگلیسی: Seaside Park) شهری در ایالت نیوجرسی کشور ایالات متحده آمریکا است که جمعیت آن در سرشماری سال ۲۰۱۰ میلادی، ۱٬۵۷۹ نفر بوده‌است.